# اورین (بهارستان)
شهرک اورین، در جوار نسیم شهر قرار گرفته و دربخش بوستان شهرستان بهارستان استان تهران است. جمعیت آن حدود 15000 نفر در قالب حدوداً 5000 هزار خانوار است. مسجد جامع روستای اورین جزو میراث فرهنگی می‌باشد. روستای اورین دارای ۴ محله میباشد اورین تاجیک کوی معلم و شهرک لاله نام این محله هاست.